# Слива морская
Слива морская (лат. Prunus maritima) — растение семейства Розовые, вид рода Слива.

## Распространение и экология
Растение произрастает на атлантическом побережье Северной Америки от Мэна до Южного Мэриленда.

## Биологическое описание
Листопадный кустарник высотой 1-2 м, иногда может вырастать до 4 м. 
Листья эллиптические, по краям узкозубчатые, 3-7 см длиной и 2-4 см шириной. 
Цветки белые, диаметром 1-1,5 см, с крупными жёлтыми тычинками. Растение цветёт в середине мая-июне. 
Плоды — костянки, диаметром 1,5-2 см, появляются в сентябре.

## Использование
Плоды сливы морской съедобны и идут на приготовление варенья.